# الكسندر دبليو. قالبرايث
الكسندر دبليو. قالبرايث هو مصور كندي، ولد في مارس 1867، وتوفي في 1950.